# Pierced from Within
Pierced from Within är det amerikanska death metal-bandet Suffocations tredje studioalbum. Albumet släpptes den 1 maj 1995 genom skivbolaget Roadrunner Records. Låten "Synthetically Revived" är en nyinspelning av låten med samma namn från EP:n Human Waste och låten "Breeding the Spawn" är en nyinspelning av titel-spåret från bandets förra studioalbum.

## Låtförteckning
1. "Pierced from Within" – 4:26
2. "Thrones of Blood" – 5:15
3. "Depths of Depravity" – 5:33
4. "Suspended in Tribulation" – 6:31
5. "Torn into Enthrallment" – 5:26
6. "The Invoking" – 4:37
7. "Synthetically Revived" (nyinspelning) – 3:53
8. "Brood of Hatred" – 4:36
9. "Breeding the Spawn" (nyinspelning) – 5:09

Text: Suffocation (spår 1–4, 6–9), Doug Cerrito/Frank Mullen/Lee Harrison (spår 5)
Musik: Suffocation

## Medverkande
Musiker (Suffocation-medlemmar)
- Frank Mullen − sång
- Terrance Hobbs – gitarr
- Doug Cerrito – gitarr
- Chris Richards − basgitarr
- Doug Bohn − trummor

Produktion
- Scott Burns – producent, ljudtekniker, mixning
- Suffocation – producent
- Steve Heritage – assisterande ljudtekniker
- Dave Wehner – assisterande ljudtekniker
- Mike Fuller – mastering
- Modino Graphics – omslagsdesign
- Hiro Takahashi – omslagskonst
- Eddie Malluk – foto
- Doug Cerrito – logo